# Автошлях М 10
Автошлях М 10 — міжнародна автомобільна дорога загального користування державного значення, затверджений постановою Кабінету Міністрів України від 17 листопада 2021 р., № 1242 на території України, Львів — Краковець (державний кордон з Польщею). Проходить територією Львівської області. Збігається із частиною Європейського автомобільного маршруту E40 (Кале — Брюссель — Краків — Київ — Волгоград — Ташкент — Алмати — Ріддер).
Починається у Львові (мікрорайон Рясне), проходить через Страдч, Івано-Франкове, вздовж Новояворівська, на південь від Яворова і закінчується на пропускному пункті Краківець. На території Польщі продовжується як автошлях  A4, що прямує в Єнджиховиці.

## Загальна довжина
Львів — Краковець (державний кордон з Польщею) — 69,8 км.
Західний об'їзд м. Львова — 15,6 км.
Разом — 85,4 км.
Раніше довжина дороги Львів — Краковець (державний кордон з Польщею) під індексом і номером М-10 становила 62,1 км, а разом із західним обходом м. Львова довжиною 15,2 км — 77,3 км. Ще раніше протяжність дороги Львів — Краковець (державний кордон з Польщею) під індексом і номером М-10 становила 65,2 км, а разом із західним обходом м. Львова довжиною 16 км — 81,2 км.

## Маршрут
Автошлях проходить через такі міста:
| Автошлях М 10     |                                                         |
| Львів             | Вулиця Шевченка, E40E372E471М06М09М11Н09Н13Т 1414Т 1416 |
| Львівська область |                                                         |
| Львівський район  |                                                         |
| Рясне-Руське      | Т 1414                                                  |
| Підрясне          |                                                         |
| Яворівський район |                                                         |
| Ямельня           |                                                         |
| Страдч            | Р84                                                     |
| Івано-Франкове    |                                                         |
| Новояворівськ     |                                                         |
| Когути            |                                                         |
| Терновиця         |                                                         |
|                   | Р40                                                     |
| Наконечне Перше   |                                                         |
| Наконечне Друге   |                                                         |
| МПП «Краківець»   | A4                                                      |

## Концесія
Договір концесії на будівництво і експлуатацію автомобільної дороги Львів – Краковець було укладено 23 грудня 1999 р. з концерном «Трансмагістраль». Проте будівництво не було розпочато та проєкт не було реалізовано через недостатність державного фінансування, відсутність власних ресурсів у концесіонера та недоступність кредитів. У травні 2015 року Укравтодор знову оголосив концесійний конкурс на будівництво дороги Львів – Краковець, проте у вересні того ж року конкурсна міжвідомча комісія відхилила заявки обох претендентів – українського консорціуму «Концесійні транспортні магістралі» та французької Bouygues, оскільки жодна з компаній не була в змозі забезпечити фінансування робіт із будівництва об'єкту концесії ні за рахунок власних, ні за рахунок залучених коштів. Французька компанія Bouygues відмовилися від підписання договору, оскільки жодний банк не був готовий надати фінансування за відсутності такого інструменту як плата за доступність.
Міністерство інфраструктури України розробляє новий проєкт концесійної дороги М-10 Львів — Краковець за підтримки Світового банку, яка планується платною. Вона належить до другого етапу реалізації проєкту GO Highway, який передбачає автобан від Краковця до Одеси повз Львів, Тернопіль, Хмельницький, Вінницю та Умань.